# La danza (Rossini)
La Danza ist ein Lied des Dichters und demokratischen Politikers des italienischen Risorgimento Carlo Pepoli aus dem Jahre 1835. Die Musik komponierte Gioachino Rossini. Es handelt sich um ein ursprünglich für Solostimme und Klavier komponiertes Stück mit einem schnell gesungenem Text im Rhythmus einer neapolitanischen Tarantella. Das im sehr schnellen 6/8-Takt gesetzte Stück ist eine von Sängern und Sängerinnen des Belcanto beliebte Zugabe bei Konzerten.

## Geschichte
In der Zeit ab 1830 war sich Rossini darüber im klaren, dass seine Opern nicht mehr dem Zeitgeschmack entsprachen, er verlegte sich daher auf die geistliche Musik, Kammermusik und Vokalmusik. La Danza stammt aus Rossinis Liederzyklus Les soirées musicales, mit zwölf Stücken verschiedener Dichter von 1830 bis 1835 mit teilweise folkloristischem Charakter. Das ursprünglich für den Bassisten Luigi Lablache, der viele Operpartien Rossinis erfolgreich sang, und Klavierbegleitung komponierte Lied wurde vielfach bearbeitet. Es gibt zahlreiche Transkriptionen des Werkes, verschiedene Orchesterfassungen, auch für Kammerensembles, und Singstimmen. Franz Liszt stellte 1838 eine virtuose Fassung für Klavier solo her (Searle-Verzeichnis Nr. 424/9), Frédéric Chopin nutzte Motive aus La Danza als Inspiration für seine Tarantella in As-Dur, op. 43, für Klavier aus dem Jahr 1841, Ottorino Respighi verwendete es 1918 in seinem Werk La boutique fantasque (Der Zauberladen), einem Ballett nach Themen von Gioachino Rossini, in einer aufwendigen Orchesterfassung. Der Pianist Marc-André Hamelin bearbeitete wie Liszt La Danza für Klavier solo in äußerst virtuoser Manier mit moderner Harmonik. Bemerkenswert ist die Transkription des Stückes des ungarischen Pianisten György Cziffra, der La Danza in einem hämmernden Rhythmus, wobei das Klavier als Perkussionsinstrument verwendet, spielt. Doch besonders die traditionellen Interpretationen des Liedes von Enrico Caruso, Mario Lanza, Alfredo Kraus, Cecilia Bartoli und vielen anderen halten das Stück auch heute noch weltweit bekannt. Angesichts der besonderen Situation für Kulturschaffende während der COVID-19-Pandemie brachte die slowakische Sopranistin Patricia Janečková 2020 eine eigenwillige Interpretation von La danza heraus. In einer elektronischen Aufnahme begleitet sie sich selbst auf einem Rollpiano.

## Musikalischer Aufbau
Rossini hat das Stück in der Tonart a-Moll gesetzt und ihm die Vortragsbezeichnung Allegro con brio (ital.: rasch, munter, heiter, fröhlich, mit Schwung) gegeben. Das Tempo ist mit der Metronomangabe  = 152 vorgegeben, die punktierte Viertelnote soll also in 152 Schlägen pro Minute gespielt und gesungen werden. Der 6/8 - Takt zieht sich durch das gesamte Stück, das in diesem Tempo gut drei Minuten dauert. Der Tenor Enrico Caruso sang das Lied im Jahre 1912 in einer Studioaufnahme in drei Minuten und zehn Sekunden, die Koloratur-Mezzosopranistin Cecilia Bartoli brauchte für La Danza in einem Konzert der Victoires de la musique classique, Paris 2003, in stimmakrobatischer Weise zwei Minuten und 13 Sekunden.
Nach einer instrumentalen Einleitung von 48 Takten setzt der Gesang ein: Già - la luna è in mezzo al mare... Er erstreckt sich in der ersten Strophe über 60 Takte bis zum zweimal gesungenen Refrain in A-Dur in 17 Takten: La! - la ra la ra - la ra la la ra la la! Dann folgt ein instrumentales Zwischenspiel, ähnlich der Einleitung, aber in acht Takten. Die zweite Strophe Salta, salta, gira gira... geht über weitere 60 Takte, dann folgt der Refrain wieder mit 17 Takten. Die Sänger und Sängerinnen versuchen in der Regel dieses letzte La! über die Dauer von 12 Takten des instrumentalen Nachspiels in voller Lautstärke zu halten.

## Text
| \|: Già la luna è in mezzo al mare, mamma mia, si salterà! L’ora è bella per danzare, chi è in amor non mancherà. :\| Già la luna è in mezzo al mare, mamma mia, si salterà! Presto in danza a tondo, a tondo, donne mie venite qua, un garzon bello e giocondo a ciascuna toccherà, finchè in ciel brilla una stella e la luna splenderà. Il più bel con la più bella tutta notte danzerà. Mamma mia, mamma mia, già la luna è in mezzo al mare, mamma mia, mamma mia, mamma mia, si salterà. \|: Frinche, frinche, frinche, frinche, frinche, frinche, mamma mia, si salterà. :\| La! la ra la ra la ra la la ra la la! la ra la ra la la la la ra la! \|: Salta, salta, gira, gira, ogni coppia a cerchio va, già s’avanza, si ritira e all’assalto tornerà. :\| Già s’avanza, si ritira e all’assalto tornerà! Sera, sera, colla bionda, colla bruna và quà e là colla rosa và a seconda, colla smorta fermo sta. Viva il ballo a tondo a tondo, sono un Re, sono un Pascià, è il più bel piacer del mondo la più cara voluttà. Mamma mia, mamma mia, già la luna è in mezzo al mare, mamma mia, mamma mia, mamma mia, si salterà. \|: Frinche, frinche, frinche, frinche, frinche, frinche, mamma mia, si salterà. :\| La! la ra la ra la ra la la ra la la! la ra la ra la la la la ra la! | \|: Nun steht der Mond hoch über dem Meer, mamma mia, was werden wir springen! Die Stunde ist schön zum Tanzen, und niemand Verliebtes will es versäumen. :\| Nun steht der Mond über dem Meer, mamma mia, was werden wir springen! Schnell im Tanze, rundherum, meine Frauen, kommt alle her, ein schöner und heiterer Junge wird sich mit jeder drehen. So lange im Himmel ein Stern glitzert, und der Mond scheint, tanzen der Schönste und die Schönste die ganze Nacht. Mamma mia, Mamma mia, nun steht der Mond hoch über dem Meer, mamma mia, mamma mia, mamma mia, was werden wir springen! \|: Frin[k]e, [heißa], frinche, frinche, frinche, frinche, Mamma mia, was werden wir springen! :\| La! la ra la ra la ra la la ra la la! la ra la ra la la la la ra la! \|: Springen, springen, drehen, drehen, jedes Paar dreht sich im Kreis, nun nach vorne, jetzt zurück nun zum Angriff und zurück. :\| nun nach vorne, jetzt zurück, nun zum Angriff und zurück. Halt dich dicht an der Blonden, mit der Brünetten tanz vorbei, dreh dich mit der Roten. doch die Blasse lass in Ruhe. Es lebe das Tanzen im Kreise herum! Ich bin König, ich bin Pascha, Es ist das größte Vergnügen der Welt, es ist die schönste Sinnlichkeit! Mamma mia, mamma mia, nun steht der Mond hoch über dem Meer; Mamma mia, Mamma mia, Mamma mia, was werden wir springen! \|: Frinche, frinche, frinche, frinche, frinche, frinche, Mamma mia, was werden wir springen! :\| La! la ra la ra la ra la la ra la la! la ra la ra la la la la ra la! |

## Bearbeitungen und Transkriptionen
Auf Grund der Beliebtheit existiert La Danza in zahlreichen Instrumentierungen, Arrangements und Transkriptionen. Neben Rossinis ursprünglicher Klavierfassung mit Gesang gibt es instrumentale Versionen für große Orchester, Kammerensembles, und verschiedene Soloinstrumente wie beispielsweise Akkordeon und Gitarre. Eine eigenwillig-virtuose Interpretation für Gitarre solo lieferte die ukrainische Gitarristin Galina Vale im Jahr 2009.

## Hörprobe
(La Danza gesungen von dem italienischen Tenor Enrico Caruso in einer Studioaufnahme von 1912)